# ℃maj9
『℃maj9』（シーメジャーナインス）は、2015年12月23日にzetimaから発売された℃-uteの8枚目のオリジナルアルバム。

## 概要
オリジナルアルバムとしては前作から2年3ヶ月ぶりの発売。つんく♂が総合プロデューサーから引退してから初の作品である。
前作『⑧ Queen of J-POP』リリース後に発売されたシングル曲のうち、『嵐を起こすんだ Exciting Fight!』のみ未収録となっている。また、アルバム新曲はいずれもつんく♂以外による制作となった。
アルバムタイトルは、音楽の和音のコードネーム「Cmaj9」に℃-uteの「℃」をかけたものである。また各メンバーがメインを担当する楽曲もあるのが特徴である。
前作同様、DVD付属の初回生産限定盤A・Bと通常盤の3形態で発売。初回生産限定盤Aでは、2015年5月29日に東京・LIQUIDROOMで行われた『ナルチカ2015 ℃-ute』公演の模様が収録されている。
JOYSOUND（エクシング）では本作プロモーションの一環として、発売日の2015年12月23日から2016年1月31日まで、『℃-ute×JOYSOUND コラボキャンペーン』を開催。本アルバム収録曲を歌い「○○.910点」でサイン入りポスター&新譜本を、「91.000点」以上でサイン入りインスタント写真が抽選でプレゼントされていた。
本アルバム発売から8か月後の2016年8月20日、翌年（2017年）6月12日をもって解散することが発表されたため、℃-uteのオリジナルアルバムとしては事実上の最終作となった。

## 収録曲

### CD
1. ℃maj9
作曲・編曲：中島卓偉
2. アイアンハート
作詞：SHOCK EYE、作曲：SHOCK EYE・草野将史、編曲：草野将史
コーラス：M!ho[8]
3. 男と女とForever
作詞：三浦徳子、作曲：星部ショウ、編曲：鈴木俊介、ブラスアレンジ：竹上良成
岡井千聖メイン[5]。
4. 情熱エクスタシー
作詞・作曲・編曲：中村佳紀
中島早貴メイン。ギターにマーティ・フリードマン[5]、コーラスにM!hoが参加[8]。
5. デジタリック→0 (LOVE)
作詞：角田崇徳、作曲・編曲：Jean Luc Ponpon
萩原舞メイン[5]。
6. 羨んじゃう
作詞：児玉雨子、作曲・編曲：YASUSHI WATANABE
鈴木愛理メイン[5]。
7. 夜風のMessage
作詞・作曲：近藤薫、編曲：近藤薫・HASSE
矢島舞美メイン[5]。コーラスにM!hoが参加[8]。
8. 都会の一人暮らし
作詞・作曲：つんく、編曲：鈴木俊介
9. 愛ってもっと斬新
作詞・作曲：つんく、編曲：平田祥一郎
10. 心の叫びを歌にしてみた
作詞・作曲：つんく、編曲：板垣祐介
11. Love take it all
作詞・作曲：つんく、編曲：宅見将典
12. The Power
作詞・作曲：つんく、編曲：KOH
13. 悲しきヘブン (Single Version)
作詞・作曲：つんく、編曲：板垣祐介
14. I miss you
作詞・作曲：つんく、編曲：楊慶豪
15. THE FUTURE
作詞・作曲：つんく、編曲：平田祥一郎
16. The Middle Management〜女性中間管理職〜
作詞：つんく、作曲・編曲：Daniel Merlot / Aurelien Poudat / Hyon D / Takanori Tsunoda / Stefan Broadley
17. 次の角を曲がれ
作詞・作曲：中島卓偉、編曲：鈴木Daichi秀行、ストリングスアレンジ：クラッシャー木村
18. 我武者LIFE
作詞：SHOCK EYE、作曲：KOUGA supported by SHOCK EYE、編曲：soundbreakers
19. ℃maj9(reprise)
作曲・編曲：中島卓偉
20. ありがとう〜無限のエール〜（tofubeats remix）＜Bonus Track＞ (通常盤のみ収録)
作詞：NOBE、作曲：KOJI ohba、Remixed by tofubeats

### 初回生産限定盤A 特典DVD内容

#### ナルチカ2015 ℃-ute 5/29@恵比寿LIQUIDROOM
1. OPENING
2. かっちょ良い歌
3. Love take it all
4. MC

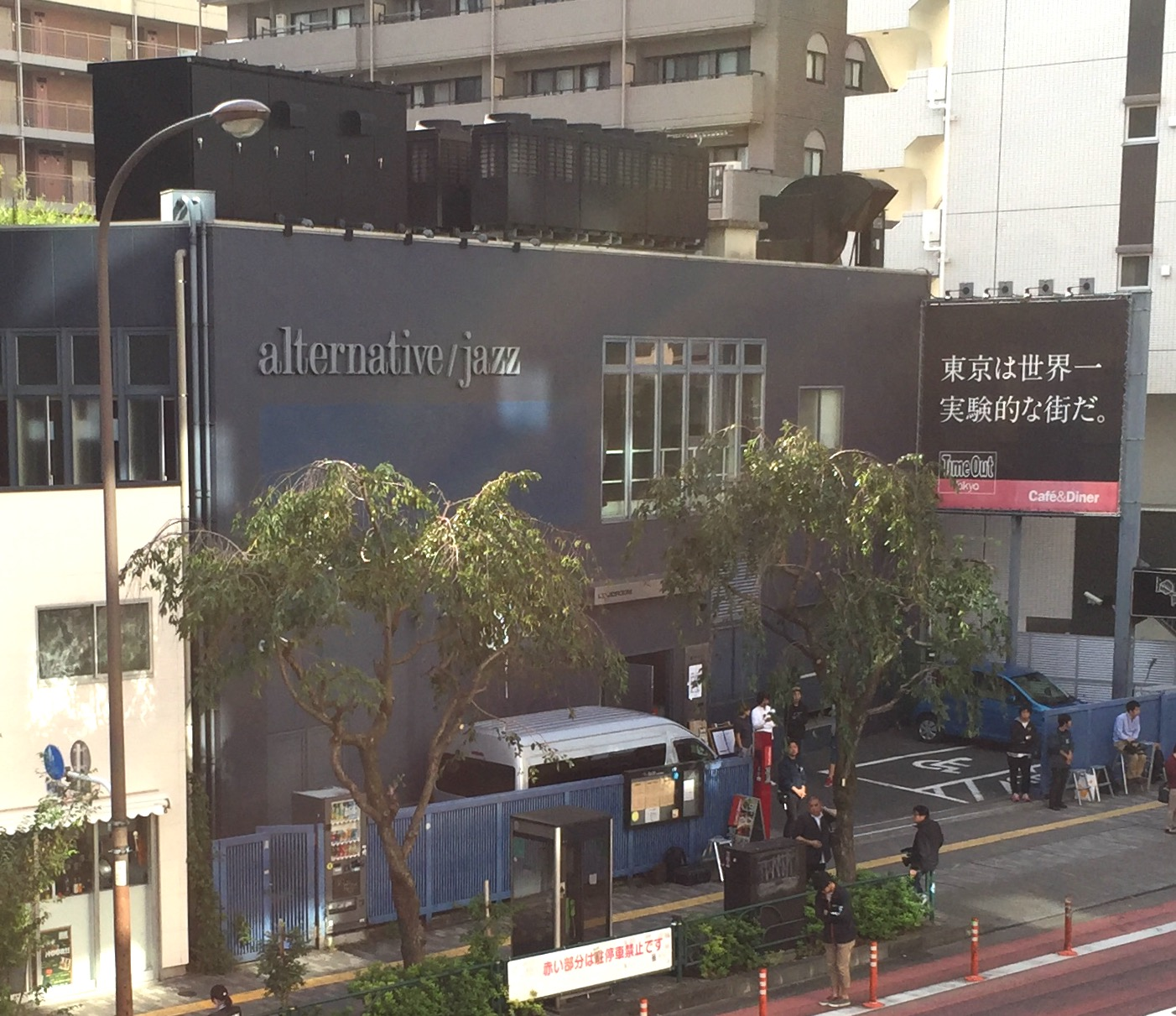
ナルチカ2015公演が行われたLIQUIDROOM（東京都渋谷区）

5. The Middle Management〜女性中間管理職〜
6. THE FUTURE
7. The Power
8. MC
9. キャンパスライフ〜生まれて来てよかった〜
10. 桜チラリ
11. 別れたくない・・・
12. MC
13. 次の角を曲がれ
14. Please,love me more!
15. 涙の色
16. Midnight Temptation
17. 愛ってもっと斬新
18. 都会っ子 純情
19. Kiss me 愛してる
20. Danceでバコーン!
21. MC
22. 僕らの輝き
23. 超WONDERFUL!
24. MC
25. SHINES <ENCORE>

### 初回生産限定盤B 特典BD内容

#### MV別Ver.集
1. アイアンハート(Music Video)
2. ありがとう〜無限のエール〜(℃-ute Ver.)
3. 嵐を起こすんだ Exciting Fight!(℃-ute Ver.)